# Saint-Léger-lès-Paray
Saint-Léger-lès-Paray là một xã ở tỉnh Saône-et-Loire trong vùng Bourgogne-Franche-Comté nước Pháp.
Sông Bourbince chảy qua thị trấn.

## Thông tin nhân khẩu
Theo điều tra dân số năm 1999, xã này có dân số 583.
Ước tính dân số năm 2007 là 588 người.